# 全国若手議員の会
全国若手議員の会（ぜんこくわかてぎいんのかい）は、原則として39歳までに初当選した45歳までの市議会議員、区議会議員、町議会議員、村議会議員による超党派団体である。元々のベースとしては1994年に発足をした全国若手市議会議員の会が母体であり、市議会議員、区議会議員を対象とした組織を作っていたが、2022年8月に名称を全国若手議員の会と変更すると共に、入会要件を緩和し、町議会議員、村議会議員の入会を認め、それまでの入会要件だった原則35歳までの初当選については39歳までと引き上げられた(卒業は45歳と変わらず）
共通の目標である民主主義と地方自治の発展のため連携することを目的としている。会員は500名を超える。
国会議員となったOBとして、田島一成（元衆議院議員・現彦根市長、元彦根市議会議員）、大島九州男（参議院議員、元直方市議会議員、第2代会長）、萩生田光一（衆議院議員、元八王子市議会議員）、船橋利実（参議院議員・元衆議院議員、元北見市議会議員）、井坂信彦（衆議院議員、元神戸市議会議員、第14代会長）、石井めぐみ（参議院議員、元取手市議会議員、第28代会長）がいる。
首長となったOBとして、清水敏男（いわき市長、初代会長）、蝦名大也（釧路市長）、頼重秀一（沼津市長）、中平富宏（宿毛市長）、福岡誠志（三次市長）、長野恭紘（別府市長）、前田晋太郎（下関市長）、伊藤友則（香取市長、第21代会長）、青山剛（室蘭市長）、熊谷俊人（千葉県知事、前千葉市長）伊藤徳宇（桑名市長）、森智広（四日市市長）などがいる。

第15代会長の前田邦博は2017年7月6日、豊島区議の石川大我、世田谷区議の上川あや、中野区議の石坂わたる、埼玉県入間市議の細田智也らとともに「LGBT自治体議員連盟」を設立した。

## 歴史
- 1994年（平成6年）7月29日 - 発足。

## 歴代会長
- 初代 - 清水敏男（いわき市議会議員、1994年 - 1996年度）
- 第2代 - 大島九州男（直方市議会議員、1997年度）
- 第3代 - 齋藤武次郎（倉敷市議会議員、1998年度）
- 第4代 - 佐藤正昭（仙台市議会議員、1999年度）
- 第5代 - 山本勝敏（多治見市議会議員、2000年度）
- 第6代 - 斉藤裕敬（小樽市議会議員、2001年度）
- 第7代 - 山田誠（静岡市議会議員、2002年度）
- 第8代 - 山本清司（御坊市議会議員、2003年度）
- 第9代 - 伊藤博章（塩竈市議会議員、2004年度）
- 第10代 - 菊池伸英（松山市議会議員、2005年度）
- 第11代 - 高橋亮平（市川市議会議員、2006年度）
- 第12代 - 森浩明（北九州市議会議員、2007年度）
- 第13代 - 野々部尚昭（稲沢市議会議員、2008年度）
- 第14代 - 井坂信彦（神戸市会議員、2009年度）
- 第15代 - 前田邦博（文京区議会議員、2010年度）
- 第16代 - 植條敬介（坂出市議会議員、2011年度）
- 第17代 - 池田慎久（奈良市議会議員、2012年度）
- 第18代 - 岡英彦（江別市議会議員、2013年度）
- 第19代 - 新井信一郎（飯田市議会議員、2014年度）
- 第20代 - 来本健作（蒲郡市議会議員、2015年度）
- 第21代 - 伊藤友則（香取市議会議員、2016年度）
- 第22代 - 奥村直樹（北九州市議会議員、2017年度）
- 第23代 - 奥山豊和（横手市議会議員、2018年度）
- 第24代 - 塚理（茨木市議会議員、2019年度）
- 第25代 - 成田祐樹（札幌市議会議員、元小樽市議会議員、2020年度）
- 第26代 - 杉山由祥（松戸市議会議員、2021年度）
- 第27代 - 山口俊樹（宮崎市議会議員、2022年度）
- 第28代 - 石井めぐみ（取手市議会議員、2023年度）
- 第29代 - 高橋保（西条市議会議員、2024年度）